# 萊吉奧諾沃縣

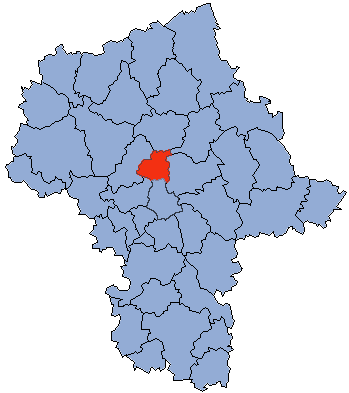

52°24′N 20°55′E / 52.400°N 20.917°E
萊吉奧諾沃縣（波蘭語：Powiat legionowski），是波蘭的縣份，位於該國中東部，由馬佐夫舍省負責管轄，首府設於萊吉奧諾沃，面積390平方公里，2006年人口96,497，人口密度每平方公里250人。